# Christos Papakyriakopoulos
Christos Papakyriakopoulos (griechisch Χρίστος Παπακυριακόπουλος, * 1914 in Chalandri, Athen; † 29. Juni 1976) war ein griechischer Mathematiker, der sich mit geometrischer Topologie beschäftigte.

## Leben
Papakyriakopoulos (kurz „Papa“, wie er meist genannt wurde) war der Sohn eines wohlhabenden Kaufmanns und studierte ab 1933 am Metsovion Polytechnikum zunächst mit dem Ziel Ingenieur zu werden. Unter dem Einfluss des Mathematikprofessors Nikolaos Kritikos wechselte er zum Mathematikstudium an der Universität Athen, wo er 1943 promovierte. Er spezialisierte sich dabei auf Topologie, die er hauptsächlich im Selbststudium lernte (vor allem das Lehrbuch von Pawel Alexandrow und Heinz Hopf Topologie von 1935). Der Gutachter seiner Dissertation war, da Spezialisten in Topologie damals in Griechenland nicht existierten, Constantin Carathéodory. In seiner Dissertation gab er einen neuen Beweis (nach James Waddell Alexander) der topologischen Invarianz der Homologiegruppen von simplizialen Komplexen. 1944 ging er im Bürgerkrieg aufs Land, unterrichtete dort und schloss sich der kommunistischen Nationalen Befreiungsbewegung an, während sein Bruder gleichzeitig auf der Gegenseite kämpfte (und fiel). Deshalb musste er wie sein Professor Kritikos, dessen (unbezahlter) Assistent er vorher am Polytechnikum gewesen war, das Polytechnikum 1946 verlassen.
Er ist bekannt für seinen Beweis des Lemmas von Dehn in der geometrischen Topologie von 3-Mannigfaltigkeiten, das vorher eine lange Geschichte vergeblicher Beweisversuche hatte. Max Dehn glaubte es 1910 bewiesen zu haben, aber Hellmuth Kneser fand eine Lücke. Auch der erste Beweis von „Papa“ 1948 war falsch, verschaffte ihm aber eine Einladung von Ralph Fox nach Princeton (er hatte Fox den Beweis aus Griechenland brieflich mitgeteilt). „Papa“ kam 1948 nach Princeton und kehrte nie wieder zurück (außer zu einem kurzen Besuch 1952 beim Begräbnis seines Vaters). Fox sorgte dafür, dass er in Princeton ungestört forschen konnte und schirmte ihn auch gegen Forderungen der griechischen Sicherheitsbehörden ab, die in der damaligen McCarthy-Ära seine Ausweisung aus den USA als Kommunisten betrieben. 1955 bis 1958 war er am Institute for Advanced Study. 1959 wurde er Sloan Research Fellow. Er blieb auch später in Princeton und lebte ziemlich zurückgezogen und spartanisch. Er konzentrierte seine Kräfte jahrzehntelang auf den Beweis der Poincaré-Vermutung, der jedoch erst viel später Grigori Perelman gelang. Er erwog noch einen Besuch in Griechenland nach dem Sturz der Militärjunta 1975, starb aber vorher an Magenkrebs.
Er diente als Vorbild für den mathematischen Einsiedler Onkel Petros in dem Roman „Onkel Petros und die Goldbachsche Vermutung“ von Apostolos Doxiadis.

## Wirken
In der Knotentheorie waren Knoten (Abbildungen des Kreises in dreidimensionale Mannigfaltigkeiten) 1910 durch Dehn durch algebraische Invarianten (Knotengruppe) charakterisiert worden, und Dehns Lemma war für seinen Beweis wichtig, dass Knoten mit denselben algebraischen Invarianten wie der triviale Knoten (das heißt die nicht verknotete Schleife) tatsächlich in diesen deformiert und somit „auflösbar“ waren. Der Beweis des Dehnschen Lemmas wurde von „Papa“ mit seiner neuartigen „Turm-Konstruktion“ 1956 gegeben, gleichzeitig fand er Verallgemeinerungen des Lemmas im Schleifensatz und Sphärensatz, ebenfalls grundlegenden Sätzen in der geometrischen Topologie von 3-Mannigfaltigkeiten. 1954 trug er darüber als Invited Speaker auf dem Annual Meeting der AMS in Ohio vor und 1964 erhielt er dafür den ersten Oswald-Veblen-Preis. 1958 war er Invited Speaker auf dem Internationalen Mathematikerkongress in Edinburgh (The theory of three dimensional manifolds since 1950).

## Verweise
1. ↑  Christos Dimitrios Papakyriakopoulos im Mathematics Genealogy Project (englisch)  abgerufen am 6. September 2024.
2. ↑  Papakyriakopoulos Ein neuer Beweis für die Invarianz der Homologiegruppe eines Komplexes, (griechisch) Bulletin der griechischen Math. Gesellschaft, Bd. 22, 1946, S. 1–154
3. ↑  Dehn Über die Topologie des dreidimensionales Raumes (Memento vom 26. Januar 2016 im Internet Archive), Mathematische Annalen, Bd. 69, 1910, S. 137–168
4. ↑  On Dehn's Lemma and the Asphericity of Knots, Proc.Nat.Acad.Sciences, Bd. 43, 1957, S. 169, online hier PNAS, ausführlicher Annals of Mathematics, Bd. 66, 1957, S. 1–26
5. ↑  „On solid tori“, Proceedings London Math. Soc., Serie III, Bd. 7, 1957, S. 281–299. Der Beweis wurde von John Stallings On the loop theorem, Annals of Math., Bd. 72, 1960, S. 12–19, verbessert.
6. ↑  in derselben Arbeit wie Dehns Lemma bewiesen. Verbessert von J. H. C. Whitehead On the sphere in 3-manifolds, Bull. AMS, Bd. 64, 1958, S. 161–166.
7. ↑  Some problems on 3-dimensional manifolds, veröffentlicht in Bull. American Math. Soc., Bd. 64, 1958, S. 317–335.

| Personendaten    | Personendaten                           |
| ---------------- | --------------------------------------- |
| NAME             | Papakyriakopoulos, Christos             |
| ALTERNATIVNAMEN  | Παπακυριακόπουλος, Χρίστος (griechisch) |
| KURZBESCHREIBUNG | griechischer Mathematiker               |
| GEBURTSDATUM     | 1914                                    |
| GEBURTSORT       | Chalandri, Athen                        |
| STERBEDATUM      | 29. Juni 1976                           |